# Chlorid einsteinatý
Chlorid einsteinatý je anorganická sloučenina s chemickým vzorcem EsCl2.

## Příprava
Chlorid einsteinatý lze připravit redukcí chloridu einsteinitého vodíkem:
2 EsCl3 + H2 → 2 EsCl2 + HCl

## Vlastnosti
Chlorid einsteinatý je pevná látka.